# لا شك أن هذا هو الحب (أغنية)
«لا شك أن هذا هو الحب» هي أغنية من تأليف بير جيسل وأداء فرقة البوب السويدية روكسيت. أصبحت الأغنية الثالثة للفرقة التي تتربع عرش قائمة تصنيف الأغاني في الولايات المتحدة، وواحدة من أفضل إصدارات الفرقة مبيعا ما جعلها تحصد شهادة مبيعات الموسيقى المسجلة بإحرازها الأسطوانتين الذهبية والبلاتينية في عدد من البلدان.
رسميا تم إصدار أربعة إصدارات مختلفة من الأغنية. تعد النسخة الأصلية لعام 1987 أنجح تجسيد للأغنية، أعقبها نسخة معدلة قليلاً - حذفت منها إشارات عيد الميلاد - التي تم إنشاؤها للموسيقى التصويرية لفيلم امرأة جميلة عام 1990. خلال «الانضمام إلى جولة Joyride! World Tour» عام 1991، سجلت الفرقة النسخة الريفية للأغنية في لوس أنجلوس، والتي تم تضمينها في ألبوم سياحة لعام 1992. فيما تم إصدار النسخة الإسبانية من تسجيل الموسيقى التصويرية لفيلم امرأة جميلة وتجميعها في كشكول عام 1996 الإسباني بعنوان «أغاني باللغة الإسبانية». وأخيرًا، تم تضمين الأداء الحي للأوركسترا من حفل الفرقة الموسيقية لعام 2009 في نايت أوف ذا برومس في ألبوم سفر لعام 2012.